# Подлесовка (Томская область)
Подлесовка — упразднённая в 1980 году деревня в Томском районе Томской области России. Находилась на территории современного Новорождественского сельского поселения. На 2019 год — урочище.

## География
Деревня находилась в таёжной зоне Томь-Яйского междуречья, на реке Урбей, примерно в 50 км от Томска.

## История
Деревня основана на территории Томского уезда Томской губернии.
В 1958 году на основании решения облисполкома № 82 от 18 мая 1959 года из Подлесовского сельского Совета в Новорождественский сельский Совет были переданы населённые пункты: Ключевская, Новоалександровка, Романовка, Подлесовка, Григорьевка.
В 1980 году д. Подлесовка ликвидирована.

## Известные личности
- Залозный, Константин Григорьевич (1912—1992), Заслуженный художник РСФСР. Автор картины «Улицы моего детства», посвященной Подлесовке.

## Инфраструктура
Туризм, посещение Подлесовки включено в велосипедные и пешеходные маршруты.

## Транспорт
Просёлочные дороги.